# Sirimavo Bandaranaike
Sirimavo Bandaranaike (syng. සිරිමා රත්වත්තේ ඩයස් බණ්ඩාරනායක, tamil. சிறிமா ரத்வத்தே டயஸ் பண்டாரநாயக்கே, ur. 17 kwietnia 1916 w Ratnapurze, zm. 10 października 2000 w Kolombo) – premier Sri Lanki w latach 1960–1965, 1970–1977 i 1994–2000, pierwsza kobieta na świecie na stanowisku premiera.
Była żoną premiera Cejlonu Salomona Bandaranaike, zamordowanego 25 września 1959 roku przez buddyjskiego mnicha. Została szefem rządu 20 lipca 1960 roku, gdy w wyborach powszechnych na Cejlonie wygrała kierowana przez nią Partia Wolności. Urząd szefa rządu po raz pierwszy sprawowała do 27 maja 1965 roku. Na pięć lat oddała władzę, gdyż w wyborach w 1965 roku wygrała partia UNP pod przewodnictwem Dudleya Senanayake.

## Życiorys

### Wczesne życie i początek kariery
Bandaranaike urodziła się 17 kwietnia 1916 roku, pod panieńskim nazwiskiem Ratwatte, pochodziła z rodziny Radala. Jej przodek Ratwatte Dissawa w imieniu Syngalezów podpisał Konwencję Kandyjską z 1815 roku. Jej rodzice – Rosalinda Mahawelatenne Kumarihama i Barnes Ratwatte Dissawe – mieli łącznie sześcioro dzieci: czterech chłopców i dwie dziewczynki, Sirimavo była najstarszym dzieckiem. Bandaranaike choć była praktykującą buddystką kształciła się w klasztorze świętej Brygidy w Kolombo. W 1940 roku wyszła za mąż za przyszłego prezydenta Sri Lanki, a wówczas członka Rady Państwa, Solomona Bandaranaike. Solomon był synem Solomona Dias Bandaranaike, który w kolonialnym Cejlonie pełnił dość ważną rolę – sprawował urząd doradcy prowincji. Sirimavo i Solomon razem mieli trójkę dzieci: Chandrika, Sunethra i Anura.
Mąż Sirimavy, Solomon, w 1946 roku był członkiem założycielem Zjednoczonego Stronnictwa Narodowego (UNP), z ramienia którego w wyborach w 1947 roku wybrany został do Izby Reprezentantów (niższej izby parlamentu). Po rozłamie w ukierunkowanym na prawo UNP, Solomon założył Partię Wolności Sri Lanki (SLFP) i został jej liderem. Koalicja kierowana przez SLFP zdobyła większość w wyborach powszechnych w 1956 roku a Solomon został premierem. Jego szeroko zakrojone reformy przeprowadzone w duchu socjalistycznym, przerwane zostały trzy lata po zwycięskich wyborach, gdy 26 września 1959 roku został on zamordowany przez ortodoksyjnego buddyjskiego mnicha. Następcą Solomona został C. P. de Silva, minister finansów i lider Izby Reprezentantów który jednak ciężko zachorował i wyjechał na leczenie do Londynu. W jego zastępstwie funkcję premiera sprawować miał minister edukacji, Wijeyananda Dahanayake. Zamieszanie to doprowadziło do przegranej wyborczej SLFP w wyborach w marcu 1960 roku.
Po przegranej SLFP w wyborach, Sirimavo Bandaranaike wybrana została na lidera partii i tym samym weszła na scenę polityczną. W 1960 roku Sirimavo zastąpiła na stanowisku odchodzącego senatora M. P. de Zoysa Jnre. Sirimavo poprowadziła SLFP do zwycięstwa wyborczego w lipcu 1960 roku.

### Jako premier

#### Pierwsza kadencja
Kontynuowała politykę zapoczątkowaną przez męża. 21 lipca 1960 roku jeszcze jako senator, została desygnowana na premiera, tym samym stając się pierwszą kobietą premierem na świecie. Bandaranaike przez znajomych nazywana jako „Pani B” na tle poprzednich premierów wyróżniała się swoją emocjonalnością, często wybuchając płaczem gdy wspominała o kontynuowaniu drogi jej zamordowanego męża, krytycy nazywali ją przez to „płaczącą wdową”. Sirimavo była zadeklarowaną socjalistką, kontynuowała politykę nacjonalizacji kluczowych sektorów gospodarki, takich jak system bankowy i ubezpieczeniowy, znacjonalizowała firmy naftowe, a w 1961 roku upaństwowiła wszystkie szkoły, także te będące własnością kościołów. Szereg reform został przerwany po protestach Tamilów, którzy oprotestowali decyzję rządu o zniesieniu językowi angielskiemu statusu języka urzędowego, co było pamiątką po czasach kolonialnych jednak Tamilowie obawiali się, że reformy dotkną też język syngaleski.
Kolejne problemy pojawiły się też przy upaństwawianiu firm naftowych, rządy Wielkiej Brytanii i Stanów Zjednoczonych sprzeciwiając się reformie, zakończyły Sri Lance pomoc gospodarczą. W rezultacie Bandaranaike zmieniła prozachodnią politykę gospodarczą kraju, zbliżając go do ZSRR i Chin, forsując przy tym politykę niezaangażowania. W 1962 roku doszło do nieudanej próby wojskowego zamachu stanu, zorganizowanego przez grupę oficerów wywodzących się z mniejszości chrześcijańskiej.
W 1964 roku, rządy Sri Lanki i Indii podpisały umowę dotyczącą wymianę bezpaństwowej, tamilskiej, ludności obu krajów. 600 tys. indyjskich Tamilów na Sri Lance miało otrzymać obywatelstwo Indii, a 375 tys. miało zostać obywatelami Sri Lanki. Umowy o wymianie ludności obowiązywały do dnia 31 października 1981 roku, Indie miały więcej niż 300 tys. repatriantów a Sri Lanka przyznała obywatelstwo ponad 185 tys. osobom, po 1964 roku zwiększając liczbę obywatelstw o 62000 obejmując programem również potomków repatriantów. W Indiach obywatelstwo uzyskało 207 tys. Tamilów i prawie 45 tys. potomków repatriantów. Wymianę przerwała dopiero fala antytamilskich zamieszek które wybuchły w lipcu 1983 roku, wiele osób zgodziło się wówczas na emigrację do Indii a innym zawieszono proces repatriacji. Po upływie umowy z 1964 roku, rząd Indii odmawiał rozważania kolejnych wniosków o obywatelstwo. Konferencja wszystkich cejlońskich partii uzgodniła, że rząd będzie przyznawał cejlońskie obywatelstwo wszystkim tamilskim bezpaństwowcom, którym w ramach umowy z 1964 roku nie zostało przyznane obywatelstwo indyjskie.
W 1964 roku SLFP zawiązała koalicję z marksistowską Lanka Sama Samaja Party, koalicja ta pod koniec 1964 roku straciła wotum zaufania a koalicja rządowa przegrała wybory w 1964 roku.

#### Druga kadencja
Bandaranaike w 1968 roku udało się utworzyć koalicję Zjednoczonego Frontu (SLFP, LSSP i komunistów). Koalicja odniosła sukces w wyborach w 1970 roku, zdobywając w nich większość głosów. 27 maja 1970 po kolejnych wyborach powróciła na swój urząd, który z krótką przerwą sprawowała do 23 lipca 1977 roku. Te 7 lat rządów to ciężki, a zarazem twórczy czas dla Bandaranaike. Już w 1971 roku syngalescy leniniści wszczęli nieudane powstanie. W wyniku zamachu stanu dokonanego przez młodych lewicowców Ludowego Frontu Wyzwolenia jej rząd na krótko upadł po 16 miesiącach sprawowania władzy. Ludowy Front Wyzwolenia był radykalną grupą rozłamową z cejlońskiej partii komunistycznej. Armia w porę zmobilizowała się przeciwko rebeliantom, jednak niektóre obszary zostały zajęte przez powstańców. Demokratyczny rząd został uratowany dzięki zręcznej polityce, rządowi udało się wynegocjować pomoc wojskową Indii i Pakistanu.
Po opanowania sytuacji wewnętrznej i pokonaniu powstańców z inicjatywy Bandaranaike dnia 22 maja 1972 roku została przyjęta pierwsza w historii tego państwa konstytucja, która wyniosła buddyzm do rangi pierwszej religii w państwie, a tym samym spowodowała wzrost napięcia i niezadowolenia w stosunku do rządu wśród mniejszości tamilskiej. Dzięki tej konstytucji Bandaranaike przyczyniła się do zmiany nazwy państwa z Cejlon na Sri Lanka oraz do wprowadzenia ustroju republikańskiego w państwie, do tej pory Sri Lanka pozostawała nominalnie podległa koronie brytyjskiej. Po międzynarodowym kryzysie naftowym w 1973 roku Sri Lanka zbliżyła się do Ruchu Państw Niezaangażowanych. Dzięki wielu sukcesom w polityce zagranicznej w 1976 roku została wybrana sekretarzem Ruchu Państw Niezaangażowanych, oraz gospodarzem konferencji w której uczestniczyło wielu światowych przywódców. Rząd Sri Lanki utrzymywał dobre stosunki z rządzonymi przez Indirę Gandhi Indiami, w 1974 roku rząd Indii przekazał Sri Lance małą wyspę Kachchatheevu.
W lipcu 1977 roku Bandaranaike ustąpiła z urzędu po ponownym zwycięstwie UNP w wyborach.

### W opozycji, trzecia kadencja
Po ustanowienie nowego rządu i przegranych przez SLFP wyborach, była premier została poddana represjom. Oskarżono ją o przedłużenie czasu wyborów w latach 1975–1977. Została ona usunięta z parlamentu, a w 1980 roku zakazano jej pełnienia funkcji publicznych na okres siedmiu lat. Przez kolejne 17 lat Bandaranaike działała w opozycji. Polityką zajęły się też jej dzieci Chandrika Kumaratunga i Anura Bandaranaike.
W 1994 roku wybory wygrała koalicja SLFP, Sojusz Ludowy. Córka Sirimavo Chandrika przekonała matkę, aby objęła urząd premiera. Po raz trzeci i ostatni Bandaranaike sprawowała urząd premiera Sri Lanki od 14 listopada 1994 roku, rezygnując (na dwa miesiące przed swą śmiercią) 10 sierpnia 2000 roku. W tym samym czasie urząd prezydenta tego kraju pełniła jej córka Chandrika Kumaratunga.